# John Graysmark
John Graysmark (Londra, 26 marzo 1935 – Los Angeles, 10 ottobre 2010) è stato uno scenografo statunitense, nominato per due Premi Oscar.

## Filmografia parziale
- Gli anni dell'avventura (Young Winston), regia di Richard Attenborough (1972)
- Agente 007 - L'uomo dalla pistola d'oro (The Man with the Golden Gun), regia di Guy Hamilton (1974)
- Amici e nemici (Escape to Athena), regia di George P. Cosmatos (1979)
- Ragtime, regia di Miloš Forman (1981)
- Duet for One, regia di Andrei Konchalovsky (1986)
- Superman IV (Superman IV: The Quest for Peace), regia di Sidney J. Furie (1987)
- Cacciatore bianco, cuore nero (White Hunter Black Heart), regia di Clint Eastwood (1990)
- Robin Hood - Principe dei ladri (Robin Hood: Prince of Thieves), regia di Kevin Reynolds (1991)
- Il coraggio della verità (Courage Under Fire), regia di Edward Zwick (1996)